# Synteza na podłożu stałym
Synteza na podłożu stałym (ang. Solid-phase synthesis) – sposób przeprowadzania reakcji chemicznej, w którym rosnąca cząsteczka produktu jest związana na powierzchni ciała stałego, zwanego podłożem reakcji, matrycą lub fazą, zaś niskocząsteczkowe substraty znajdują się w roztworze, w którym znajduje się podłoże. 
Synteza na podłożu stałym znana jest również jako synteza na fazie stałej, synteza w fazie stałej i synteza z fazą stałą. Ostatnie określenie adekwatne jest do sytuacji gdy tylko jeden (np. przygotowawczy) etap syntezy wykonywany jest z użyciem podłoża stałego, a pozostałe reakcje prowadzone są w roztworze. Natomiast synteza w fazie stałej oznaczać może także proces, w którym wszystkie reagenty znajdują się w fazie stałej.
Technika ta jest stosowana głównie do syntezy rozmaitych biopolimerów takich jak DNA i białek, które wymagają precyzyjnej kontroli kolejności przyłączających się substratów, które tworzą odpowiednie sekwencje polipeptydowe lub nukleotydowe. Stosuje się ją także do syntezy polimerów sztucznych - np: polimerów blokowych i dendrymerów.
Synteza z fazą stałą jest wieloetapowym cyklem rekcji, w których istotne jest filtrowanie fazy stałej i związanego z nią produktu. Zadaniem podłoża jest z jednej strony uproszczenie wyodrębniania produktu po zakończonej syntezie, a z drugiej precyzyjna kontrola jej przebiegu.
Kontrolę syntezy prowadzi poprzez stosowanie następującej sekwencji działań, pokazanej na przykładzie otrzymywania polimeru naprzemiennego typu A-B-A-B-A-B...
- jeden z monomerów (np: A) reaguje się z powierzchnią podłoża
- tak przygotowane podłoże zanurza się w roztworze dwufunkcyjnego monomeru (B)
- po przereagowaniu A z B, podłoże się wyodrębnia, płucze i przenosi do roztworu z monomerem A - na powierzchni podłoża znajduje się już zatem produktu o budowie ABA
- podłoże ponownie się wyodrębnia, płucze i ponownie poddaje reakcji z B (powstaje A-B-A-B)
- itd, aż do uzyskania pożądanego produktu końcowego, który "odcina" się od podłoża mechanicznie lub w wyniku odpowiedniej reakcji chemicznej.

Przy bardziej złożonej syntezie, w której konieczne jest użycie np: kilkunastu różnych substratów w określonej sekwencji - procedura jest bardziej złożona, ale jej zasadnicza idea nie ulega zmianie.
Przykładami takich reakcji i urządzeń je wykorzystujących są:
- syntetyzator DNA
- chemiczna synteza oligonukleotydów
- syntetyzator białka
- sekwencjonowanie na podłożu stałym